# Národní park Redwood
Redwood National and State Parks (zkratka RNSP) je uskupení čtyř parků v severní Kalifornii ve Spojených státech amerických. Památka se skládá z národního parku Redwood a státních parků Del Norte Coast, Jedediah Smith a Prairie Creek.
Celou rezervaci tvoří celkem 133 tisíc akrů (542 km2). V parku se nachází 45 % porostu sekvoje vždyzelené, je to nejvyšší strom na Zemi. Ovšem v parku nejsou jen lesy, ale také množství obyvatel z živočišné říše, travnaté prérie, kulturní střediska, části řek a dalších toků.
V roce 1850 byly porosty sekvojí vždyzelených na kalifornském pobřeží mnohem větší než dnes: až 2 miliony akrů (8 100 km2). Severní část této zóny, osidlovaná domorodými indiánskými kmeny, přitahovala v období kalifornské zlaté horečky zlatokopy. Začali zde kácet stromy ve snaze vytěžit zlato.
Ve 20. letech 20. století došlo k vytvoření tří státních parků, Redwood National Park byl založen až v roce 1968. Při jeho vytvoření však bylo už vytěženo kolem 90 % všech sekvojí zde rostoucích. National Park Service (NPS) a Oddělení parků a rekreací Kalifornie (CDPR) administrativně sloučili všechny národní parky do jednoho celku. 5. září 1980 byl park zapsán na seznam světového dědictví UNESCO.
Žije zde také množství ohrožených živočišných druhů, jako například puštík karibský severní, losos čavyča a lachtan ušatý. Mezi místní ohrožené druhy pak patří pelikán hnědý nebo Eucyclogobius newberryi z hlaváčovitých.

## Historie

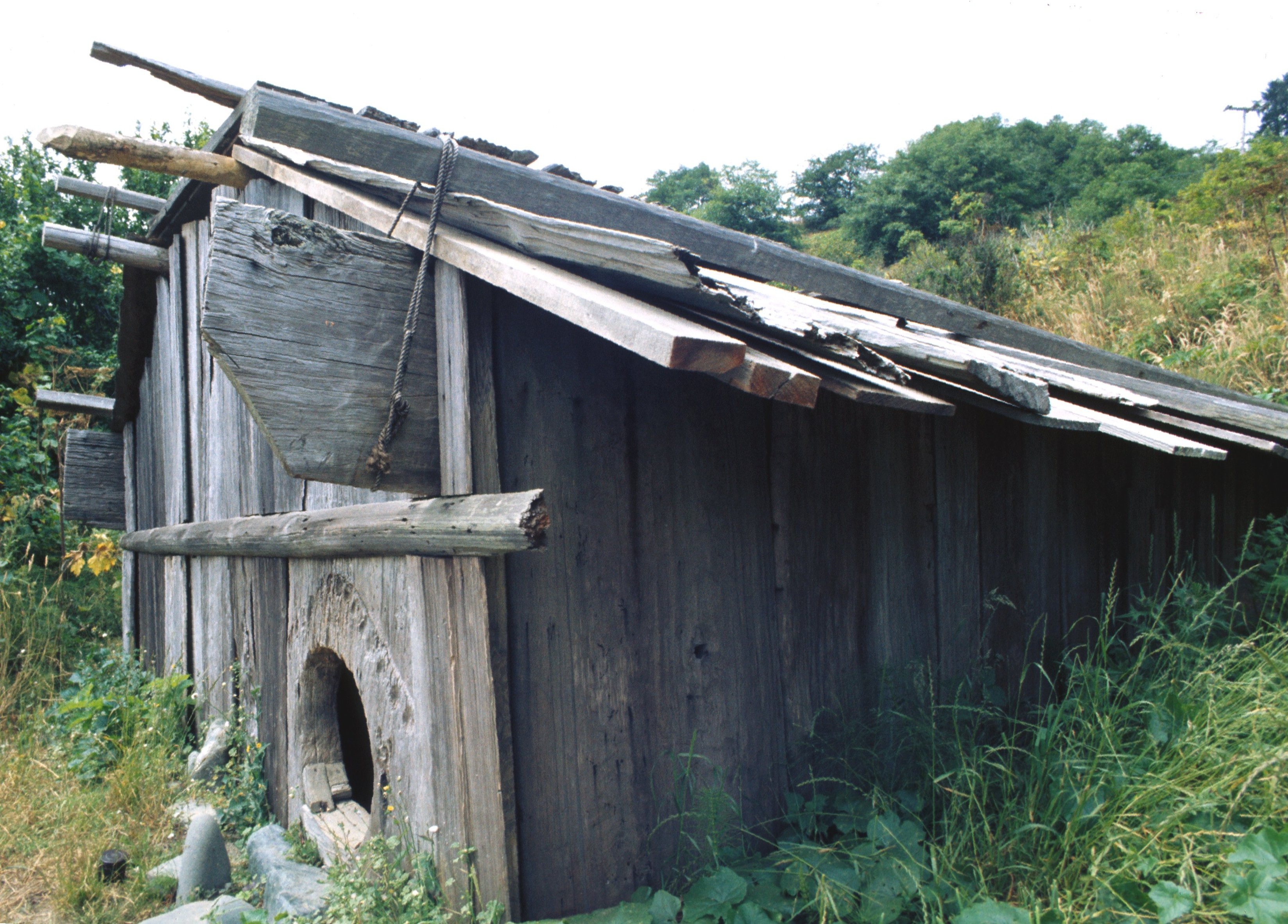
Rekonstrukce obydlí kmene Yurok, použito dřevo ze sekvoje vždyzelené.

Ještě dnes zde žijí indiánské kmeny. Archeologové prohledávali okolí ve snaze zjistit, kdy se sem tyto kmeny přistěhovaly a určit co nejpřesnější období. Archeologické studie ukázaly, že zde indiánské kmeny žily již před 3 tisíci lety. V dnešních letech indiánské kmeny zde žijící, jako např. Yurok, Tolowa, Karok a Wiyot, mají historické vazby k tomuto území. Sčítání lidu v roce 1852 ukázalo, že kmen Yurok byl nejpočetnější z indiánské civilizace – bydleli v 55 vesnicích a čítali 2,5 tisíc obyvatel. Užívali dřevo právě ze sekvoje vždyzelené, jejíž vnitřní linie jsou v lineárním sledu. Podél těchto linií dřevo osekali na plaňky a používali jej jako stavivo na domy, lodě a malé vesničky. Pro obydlí plaňky musejí být vměstnány k sobě strana na stranu v úzkém příkopu, nahoře seříznuté pro střechu, kde rovněž použili dřevo z již zmíněné sekvoje.
Před badatelem Jedediashem Smithem v roce 1828 žádný jiný badatel z nížinaté Evropy ještě nebádal ve vnitrozemském regionu od pobřeží. Nález zlata kolem řeky Trinity River v roce 1850 vedl k menší druhotné zlaté horečce v Kalifornii. To přivedlo zlatokopy do této oblasti a mnoho z nich zde zůstalo poté, co se jim nepodařilo rychle zbohatnout. Příliv nových obyvatel však vedl ke konfliktům s domorodci. Kolem roku 1895 zůstala v jedné skupině vesnic jen asi třetina Yuroků. Kolem roku 1919 prakticky všichni členové kmene Chilula zemřeli nebo byli začleněni do ostatních kmenů. Zlatokopové káceli sekvoje na stavbu dřevěných srubů; po skončení zlaté horečky se pak někteří vrátili znovu k dřevorubectví. Předtím na více než 2 milionech akrů (8.100 km²) Kalifornie a jihozápadního pobřeží Oregonu byl prales sekvojí, ale po roce 1910 rozsáhlé kácení přimělo ochránce přírody začít usilovat o zachování stávajících stromů, které byly káceny v alarmující rychlosti. V roce 1911 americký reprezentant John Edward Raker z Kalifornie se stal prvním politikem představující legislativu pro vytvoření národního parku Redwood. Nicméně, žádný další krok v tuto dobu americký Kongres neučinil.
Organizace spojených národů navrhla národní park Redwood zapsat na seznam světového dědictví UNESCO 5. září 1980. Vyhodnocovací komise poukázala na 50 prehistorických archeologických nalezišť, zahrnující přibližně 4500 let. Také se odvolávala na přetrvávající výzkum v parku vedeným Státní univerzitou v Humboldtu, mimo jiné i dalšími. Park je součástí Biosférické rezervace California Coast Ranges, která byla vyhlášena 30. června 1983.

## Správa parku
Nedostatek peněz zamezil rozsáhlejším změnám, nicméně lesní průmysl zde vysel množství druhů stromů, které nejsou pro danou oblast charakteristické. Pobřeží, zahrnující písečné oblasti a pobřežní prérie, byly zaplaveny exotickými druhy, nejspíš díky uhašení lesních požárů před rokem 1980. Protipožární plán nyní umožňuje vypalování porostů jako jeden z prostředků k navrácení původního stavu rezervace. Poté, co byly sekvoje pokáceny i v nepřístupných místech, velké množství původního porostu bylo izolováno od ostatních, někdy dokonce i několik kilometrů. V tomto případě se může stav parku, v závislosti na rozpočtu, vrátit i o mnoho desetiletí zpět.
V rezervaci bylo pár zmapovaných tras přeměněno na vyhlídkové cesty pro veřejnost. Ty sice nezahrnují dnešní bezpečnostní standardy, ale ze začátku nelze financovat jejich zlepšení. Struktura rezervace, jako například návštěvnická centra a ubytování pro zaměstnance, také potřebuje rozsáhlé změny kvůli vzrůstajícím požadavkům. Zaměstnanci parku požadují zlepšení kvality vzduchu a vody, monitorovaní ohrožených druhů a spolupracování se správou národní památky kalifornských břehů (Úřad správy pozemků). Hlavní sídlo parku leží v Crescent City v Kalifornii. V roce 2005 bylo parku povoleno rozrůst se o dalších 25.000 akrů (100 km²) pro zahrnutí oblasti rozvodí řeky Mill Creek.

## Přírodní bohatství

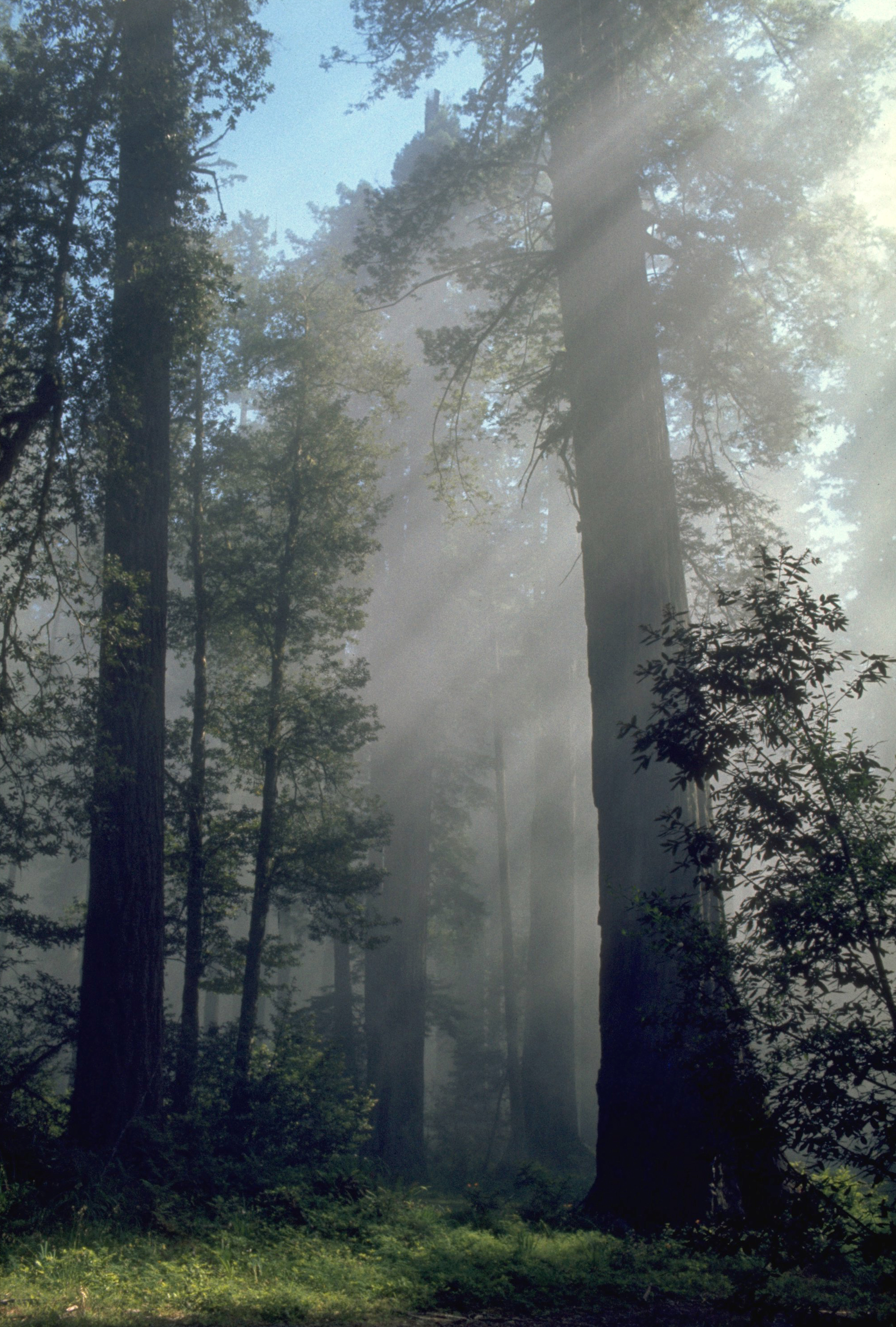
Háj sekvojí zahalených v mlze

Národní park Redwood tvoří jeden z nejvýznamnějších chráněných oblastí ekoregionu pobřežních lesů severní Kalifornie.

### Rostlinné porosty
Je zřejmé, že prales sekvojí jednou pokrýval kolem 2 milionům akrů (8.100 km²) pobřeží severní Kalifornie. Téměř 96 % pralesa bylo pokáceno a téměř polovina (45 %) zbývajících sekvojí se nachází v národním parku Redwood. Park chrání necelých 39 tisíc akrů (157,8 km²) pralesa téměř stejně rozdělených do 19.640 akrů (79,5 km²) federální a 19.342 akrů (78,27 km²) státní správy. Porosty sekvojí existovaly podél kalifornského pobřeží alespoň 20 milionů let a jsou příkladem druhů stromů, které zde rostou již přes 160 milionů let.
Původní rozsah sekvojí byl od severního kalifornského pobřeží až po jižní oregonské pobřeží. Sekvoje vždyzelené jsou nejvyšší stromy na Zemi, což potrvdil nález nejvyššího stromu v parku Hyperionu s výškou 115,5 metrů. Hned za ním byly nálezy stromů Helios (114,7 m) a Icarus (113,1 m). Největší strom, co se týče objemu, je Lost Monarch s 1.205 kubíky. Nachází se v části parku Jedediah Smith Redwoods State Park. Zralé sekvoje žijí v průměru 500 až 700 let, přičemž u několika z nich bylo zjištěno, že jsou až dva tisíce let staré. To z nich učinilo nejdéle žijící orgamismy na Zemi.
Kromě zmíněných sekvojí zde ještě rostou borůvky, ostružiny a Rubus spectabilis. Tyto rostliny poskytují živiny pro většinu zástupců fauny v parku. V parku lze nalézt i vzácné druhy pěnišníků, zejména v pralesních částí, a Polystichum munitum, zpravidla u dostatečného zdroje vody. V části parku Prairie Creek Redwoods State Park je velmi známa rokle Fern Canyon hluboká kolem devíti až patnácti metrů. Stěny této rokle jsou obaleny kapradím (odtud název rokle).

### Fauna

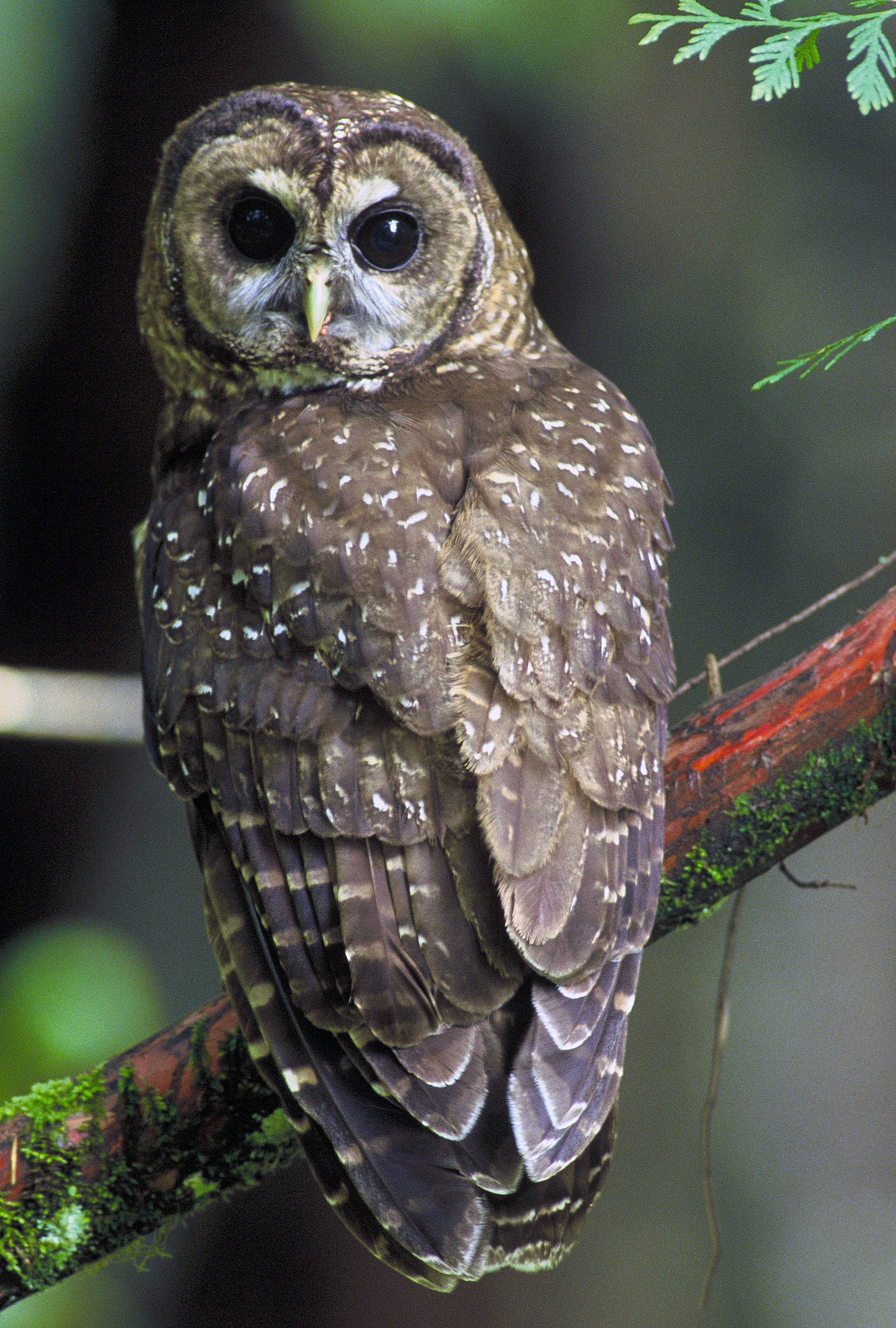
Poddruh puštíka západního – puštík karibský severní (Strix occidentalis caurina) – žije v oblasti redwoodského národního parku jako jeden z obecně ohrožených druhů.

Ekosystém v národním parku obsahuje pestré množství živočišných druhů, zahrnující především druhy ohrožené. Tyto druhy se vyskytují ve všech skupinách ekosystémů v parku, které Vás mohou napadnout: např. řeka, pobřeží, pralesy anebo travnaté prérie. Pelikán hnědý a Eucyclogobius newberryi jsou federálně zařazeni do seznamu ohrožených druhů žijících u tichomořského pobřeží. Orla bělohlavého najdeme většinou u zdroje vody, podle IUCN je řazen jako málo dotčený druh, dle Kalifornie je řazen jako druh ohrožený. Losos čavyča, puštík karibský severní a lachtan ušatý jsou dalšími ohroženými druhy v parku.
Zde bylo zdokumentováno přes 40 druhů savců, např. medvěd baribal, puma americká, rys červený, bobr kanadský, vydra severoamerická, jelenec černoocasý, wapiti a kojot prérijní. Podél pobřeží, kolem břehů, malých ostrůvků a útesů, žijí lachtan kalifornský, lachtan ušatý a tuleň obecný, delfíni a plejtvákovci šedí obvykle žijí blízko pobřeží Kalifornie. Wapiti západní je jedním z největších živočišných druhů v parku. Mnoho malých savců žijí ve vyšších vrstvách lesního ekosystému. Různé druhy letounů, například netopýr hnědý, nebo ještě menší savci, např. čikarí Douglasův nebo poletuška severní, tráví většinu svého života vysoko nad přízemní vrstvou lesa.
Pelikán hnědý a kormorán ušatý jsou nejvíce vidět na útesech podél pobřeží, zatímco slukovití a rackovití preferují pobřeží a vnitrozemské zázemí. Morčák velký, orlovec říční, káně páskovaná, volavka velká a sojka Stellerova, jakožto druhy ptáků závislých na sladkovodních zdrojích, jsou pečlivě zaznamenány jako druhy žijící v parku. Alespoň 400 druhů zde bylo zaznamenáno.
V parku lze také nalézt plazy a obojživelníky. Nejvíce lze zahlédnout užovku tečkovanou, skokana červenonohého, mlokany a tarichu zrnitou.

### Invazní druhy
V parku se nyní nachází kolem 200 exotických druhů rostlin, přičemž třicet jich bylo zjištěno jako invazních. Deset jich ohrožují ekosystémy a místní druhy v parku. Exotické druhy nyní čítají kolem čtvrtiny celkového rostlinstva v areálu parku. Asi jedno procento rostlin v pralesních částí je exotických, zatímco horské a prérijní oblasti obsahují 50 až 75 procent exotických druhů. Zahraniční druhy se také od sebe velmi liší, příklady jsou břečťan popínavý, chrpa skvrnitá a bolehlav plamatý. Zvláště chrpa skvrnitá a bolehlav plamatý jsou na žebříčku nejvíce pozorovaných invazních rostlin.

### Geologie
Severní kalifornské pobřeží, které zahrnuje národní park Redwood, je v USA silně seismicky aktivní. Časté slabé otřesy a šelfy pod tichomořím způsobily posunutí říčních koryt, sesuvy půdy a erozi skalních útesů. Severoamerická, tichomořská a Gordova deska, jsou tektonické desky u pobřeží Kalifornie, na místě zvaném Cape Mendocino, jen 160 kilometrů jihozápadně od parku. V devadesátých letech 20. století zde proběhla série více než devíti zemětřesení se sílou šesti stupňů Richterovy škály. Není však vyloučena možnost rozsáhlejšího zemětřesení… Správci parku argumentují, že návštěvníky před hrozbou rozsáhlého zemětřesení varují prostřednictvím různých cedulí rozmístěných všude po parku. Hrozba tsunami je vysoká, takže návštěvníci jsou okamžitě vyzváni pro přesun do vyšších poloh při jakémkoli výrazném zemětřesení.

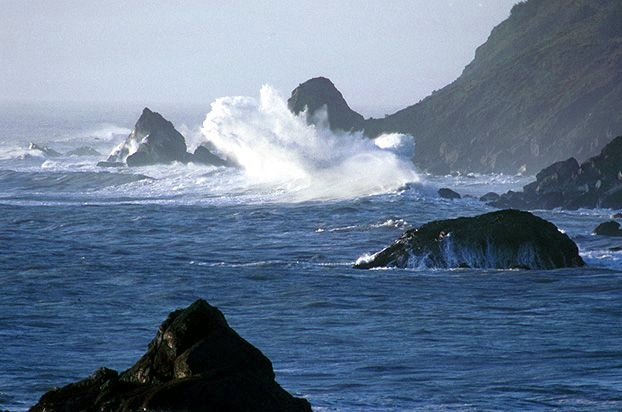
Pobřežní linie

Pobřežní linie i pásmo mohou být nalezeny uvnitř parku. Význam skalnatých útvarů je podložen sanfranciským masivem, který vystoupil z oceánu během několika milionů let. Tyto sedimenty jsou převážně pískovce, prachovce a břidlice. Zde je ještě příměs metamorfovaných hornin, např. buližníku a svoru. Tyto horniny jsou z velké části velmi snadno erodovatelné, jsou vidět podél přímořských oblastí a tam, kde řeky a peřeje vykotlaly menší rokle. Řeka Redwood Creek teče podél zlomové linie Grogan, podél západního břehu řeky lze nalézt svor a jiné metamorfované horniny, zatímco sedimenty sanfranciského masivu se nacházejí na východním břehu.

### Podnebí
Počasí v RNSP je silně ovlivněno Tichým oceánem. Pobřežní teploty se pohybují okolo 4 – 5 °C po celý rok, přičemž dále od pobřeží jsou letní dny teplejší a sušší, zatímco zimní období je chladnější. Sekvoje obvykle rostou 1,5 až 3 kilometry od pobřeží, nikdy ne však více než 80 kilometrů dále. V tomto mírném, avšak vlhkém pobřežním pásmu, získávají stromy vlhkost jak z vydatných dešťů, tak z persistentní jarní mlhy. Přítomnost a konzistence mlhy je daleko důležitější pro celkové zdraví stromů, než četné srážky. Každoroční srážky o hodnotách 640 až 3100 milimetrů tento fakt potvrzují, neboť v místech, kde nejsou srážky tak vydatné, jsou díky perzistentní mlze a příjemnějším chladnějším teplotám v období jara stromy zdravější. Sníh je nedílnou součástí pohoří Kordiller, ve výškách nad 460 metrů nad mořem.

### Kontrola lesních požárů

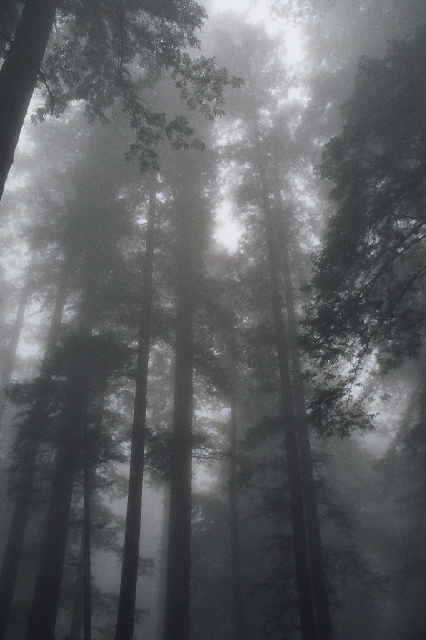
Mlha se v parku drží celé jaro, jak je vidět na této fotografii, zatímco požáry převažují na podzim.

Lesní požáry jsou běžnou součástí suchozemských ekosystémů. Vlastně se dá říct, že požáry jsou nedílnou součástí přírody a absence ohně by mohla být nepříznivá. Lesní požáry eliminují odumřelé kusy rostlinstva a stromů, čímž obohacují půdu a zajišťují nižší dopady na nedostatek živin. Vypalování porostů je součástí plánu kontroly lesních požárů, pomáhá zneškodňovat invazní exotické druhy a zajišťovat tak rozšiřování přirozeného ekosystému parku. Oheň je také používán jako prostředek k ochraně travnatých prérií a zabránění narušování ekosystému pralesa, čímž je zajištěno dostatečné zázemí pro jeleny a jinou vysokou zvěř v parku. Pásmo dubových lesů z vypalování porostů prospívá, ale oheň se může kdykoli stát neovladatelným a zdevastovat tak biodiverzitu lesa. Použití ohně v pralesních částí porostů sekvojí redukují mrtvý a rozkládající se organický materiál a minimalizuje dopady na větších sekvojích eliminací parazitní vegetace. Plán kontroly lesních požárů monitoruje všechnen oheň využívaný v parku, známky počasí a množství odumřelých porostů, které se musí vyklidit v místech, kde by oheň mohl nenávratně poškodit ekosystém (zejména prostranství s množstvím ohrožených druhů). National Interagency Fire Center poskytuje dobrovolné hasiče a vybavení pro případ výskytu neočekávaného lesního požáru.

## Rekreační střediska
DeMartin Redwood Youth Hostel, veřejné ubytovací středisko, je nyní zavřen. V parku nejsou jiné hotely nebo motely, nicméně přilehlá města, jako např. Klamath, Requa a Orick, poskytují ubytování v malých hotelech a hostincích. Park se nachází asi 420 kilometrů severně od San Francisca a 480 kilometrů jižně od Portlandu. U.S. Route 101 prochází parkem od severu k jihu. Smith River National Recreation Area, část Six Rivers National Forest, je zároveň severní částí RNSP.
Zatímco státní části parku obsahují kempové silnice pro průjezd autem, federální oblast nikoliv. Zde je pěší turistika jedinou možností pro pohyb v parku. Silnice jsou u kempu Mill Creek v Del Norte Coast Redwoods State Park a u kempu Jedediashe Smithe v Jedediah Smith Redwoods State Park, celkem je zde okolo 251 míst k rekreaci: kemp Elk Prairie v Prairie Creek Redwoods State Park disponuje 75 místy, zatímco kemp Gold Bluffs Beach jich oplývá 25. Další přilehlé části disponují alternativním výběrem menších kempů.

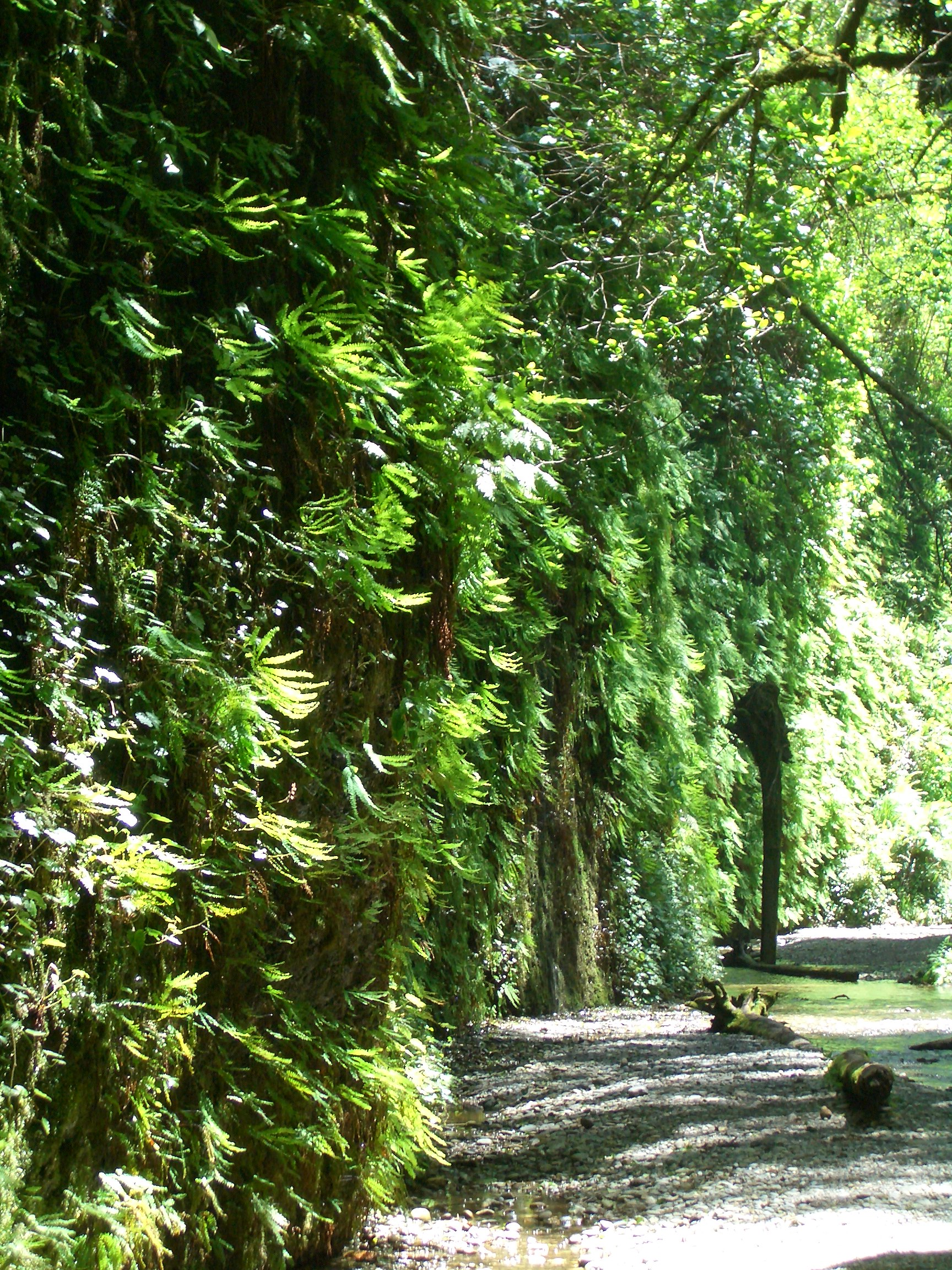
Tato fotografie byla pořízena na pěší turistické stezce v rokli Fern Canyon.

Kemping v divočině je pouze na povolení a pouze na místech, na nichž byl povolen pobyt návštěvníků. Přístup do odlehlých končin je značně omezen z bezpečnostních důvodů, přičemž je zakázáno procházet lesy v malých skupinách, natož sami. Kemping v odlehlých částí lesů je omezen na pět nocí za sebou, a patnáct nocí kdykoliv v roce. Zde je nebezpečí střetu s medvědy, proto je třeba dbát zvýšené opatrnosti. Turisté a „batůžkáři“ jsou povinni udržovat pořádek v parku.
Téměř 320 kilometrů pěších turistických tras je uvnitř parku, ale v průběhu deštivých dnů jsou některé visuté mosty dočasně odebrány, aby se zamezilo poškození velkými peřejemi. Po rocích jsou stezky často mokré, turisté by proto měli být dostatečně připraveni na vydatné deště a konzultovat o odolnosti tras vůči počasí na informačních centrech.
Jízdy na koni a horských kolech jsou velmi populární, ale provázet je lze pouze na vyhrazených trasách. Kajaking lze provádět na mořské ploše u pobřeží a v nejrůznějších řekách a peřejích. Kajakáři a kánoisté často sjíždějí řeku Smith River, což je nejdelší řeka bez přehrad v Kalifornii. Rybolov pstruhů, zvláště pak pstruha duhového, vysoce prováděného během anadromní migrace zmíněného pstruha, je nejlepší v řekách Smith River a Klamath River. Pro rybolov v jakékoliv řece v parku je požadována licence sportovního rybolovu v Kalifornii. Lov je zakázán všude na území parku, povolen je pouze v přilehlých národních lesích USA.
V parku jsou tři návštěvnická centra, kde jsou k dispozici mapy jednotlivých tras a základní informace spolu s dvěma dalšími informačními body. V každém z kempů je třeba konzultovat o táborácích během letních měsíců, stejně tak i procházky parkem. V parku je plno míst pro pikniky, které lze všechny navštívit autem.

## Národní park ve filmech
V parku se odehrávají různé scény z různých filmů. Scény na Endoru z filmu Star Wars Epizoda VI: Návrat Jediů byly natočeny v háji Tall Trees Redwood Grove, v severní části okresu Humboldt. Scény filmu Ztracený svět: Jurský park, stejně jako Smrtící epidemie, byly natočeny v blízkosti části parku Prairie Creek Redwoods State Park.